# Сума-Кейта, Баба Ибрагим
Баба Ибрагим Сума-Кейта (англ. Baba Ibrahim Suma-Keita; 20 апреля 1947 — 18 июля 2020, Фритаун) — сьерра-леонский легкоатлет, выступавший в марафонском беге. Участник летних Олимпийских игр 1980 и 1988 годов.

## Биография
Баба Ибрагим Сума-Кейта родился 20 апреля 1947 года.
В 1978 году участвовал в Играх Содружества в Эдмонтоне, где занял 28-е место в марафонском беге с результатом 2 часа 56 минут 8 секунд.
В 1980 году вошёл в состав сборной Сьерра-Леоне на летних Олимпийских играх в Москве. В марафонском беге занял 46-е место, показав результат 2:41.20 и уступив 30 минут 17 секунд завоевавшему золото Вальдемару Церпински из ГДР.
В 1988 году вошёл в состав сборной Сьерра-Леоне на летних Олимпийских играх в Сеуле. В марафонском беге занял 95-е место с результатом 3:04.00, уступив 53 минуты 28 секунд победителю Джелиндо Бордину из Италии. Был знаменосцем сборной Сьерра-Леоне на церемонии открытия Олимпиады.
По окончании выступлений работал тренером в Сьерра-Леоне.
Умер 18 июля 2020 года в сьерра-леонском городе Фритаун.

## Личный рекорд
- Марафон — 2:41.20 (1 августа 1980, Москва)[4]